# 張平 (韓)
張 平（ちょう へい、生年不詳 - 前250年）は、戦国時代の韓の大臣で相国。漢の三英傑の一人の張良の父。父は張開地。
張平は釐王（前295年 - 前273年在位）と桓恵王（前272年 - 前239年在位）の2代に仕えた。紀元前250年（桓恵王二十三年）に死去。